# Glatten
Glatten – miejscowość i gmina w Niemczech, w kraju związkowym Badenia-Wirtembergia, w rejencji Karlsruhe, w regionie Nordschwarzwald, w powiecie Freudenstadt, wchodzi w skład związku gmin Dornstetten. Leży w Schwarzwaldzie, nad rzeką Glatt, ok. 8 km na południowy wschód od Freudenstadt.